# マダムんむん
『マダムんむん』は、1999年1月4日から同年8月13日までTBS系列局で放送されていた情報バラエティ番組である。TBSとゴッズダイナミックワールドの共同製作。放送時間は毎週月曜 - 金曜 12:00 - 12:55 （日本標準時）。

## 概要
TBSアナウンサーの小笠原亘（月曜 - 木曜）と安東弘樹（金曜）が司会を務めていた平日昼の帯番組で、毎回ゲストの熟女女優「マダム」が視聴者からの相談に応じていた。回によっては男性芸能人が「マダム」として出演することもあった。当初は山城新伍を司会に起用する予定だったが、山城は辞退した。
番組は平均視聴率こそ前番組の「QQQのQ」で記録した1%割れを逃れたものの（1999年6月17日に記録した1.1%が番組最低平均視聴率であった）、毎分視聴率において一時測定不能 (0%) を記録するという歴代ワースト記録を出してしまい、1999年秋の改編を迎える前に打ち切られた。

## 出演者

### 司会
いずれもTBSアナウンサー（番組終了時点）
- 小笠原亘（月曜 - 木曜）
- 安東弘樹（金曜）

### ゲスト
- マダムNo1 あき竹城
- マダムNo2 秋本奈緒美
- マダムNo3 朝丘雪路
- マダムNo4 安藤和津
- マダムNo5 家田荘子
- マダムNo6 岩見隆夫
- マダムNo7 大空眞弓
- マダムNo8 岡本夏生
- マダムNo9 荻原博子
- マダムNo10 小沢遼子
- マダムNo11 神田うの
- マダムNo12 見城美枝子
- マダムNo13 五月みどり
- マダムNo14 島崎和歌子
- マダムNo15 清水よし子（ピンクの電話）
- マダムNo16 高木美也子
- マダムNo17 中山麻理
- マダムNo18 奈美悦子
- マダムNo19 林寛子
- マダムNo20 福島瑞穂
- マダムNo21 冨士眞奈美
- マダムNo22 マークス寿子
- マダムNo23 三井ゆり
- マダムNo24 光浦靖子
- マダムNo25 美輪明宏
- マダムNo26 吉行和子
- マダムNo27 小西克哉
- マダムNo28 木原光知子
- マダムNo29 内海桂子
- マダムNo30 清水由貴子
- マダムNo31 結城貢
- マダムNo32 フレディ松川
- マダムNo33 西川峰子
- マダムNo34 なぎら健壱
- マダムNo35 山城新伍
- マダムNo36 南美希子
- マダムNo37 岸田今日子
- マダムNo38 塩沢とき
- マダムNo39 蛭子能収
- マダムNo40 角盈男
- マダムNo41 毒蝮三太夫
- マダムNo42 安岡力也
- マダムNo44 大槻義彦
- マダムNo45 江森陽弘
- マダムNo46 ケント・ギルバート
- マダムNo47 音無美紀子
- マダムNo48 梅宮クラウディア・ヴィクトリア（梅宮辰夫夫人）
- マダムNo49
- マダムNo50 池波志乃
- マダムNo43改め123 オスマン・サンコン
- 中尾彬
- 大竹まこと
- 肥後克広（ダチョウ倶楽部）
- 江守徹
- 桂ざこば (2代目)
- 桑野信義
- ガダルカナル・タカ

## スタッフ
- 構成：野村正浩、雫弘幸、田中英志、北村レイ、古屋啓子、山下直美
- 技術：小川信明、足立篤己
- VE：宇都宮勝
- カメラ：広瀬正行
- 照明：長沼賢治
- 音声：原田光
- 音効：サウンズアート
- 美術プロデューサー：中嶋美津夫
- 美術デザイン：藤井豊
- 美術制作：市原智津子
- 電飾：真鍋明
- 装置：竹嶋正夫
- メカシステム：庄子泰広
- メイク：アートメイク・トキ
- TK：岩橋千枝
- 編成：長尾昇（TBS）
- AP：吉岡由起
- ディレクター：織田智、川嶋ひろ樹、山口美智子
- 演出：むたゆうじ、片平靖人
- プロデューサー：後藤史郎（ゴッズ）、鶴岡滋之（TBS）
- 制作協力：マドワーズ、ナオプランニング
- 製作著作：TBS、ゴッズダイナミックワールド

## 主なコーナー
人間っていいなぁ〜（火曜）
桑野信義のコーナー。オープニングでは『まんが日本昔ばなし』のエンディングテーマ「にんげんっていいな」の一部分が流れていた。
そらあきまへんで!（水曜）
桂ざこばが身の回りの「あきまへんで」話を90秒間するコーナー。90秒が経過するとざこばに向かって煙が噴射される。
黙って食え（木曜）
料理研究家の結城貢の考案した料理を作り、それを出演者に味わってもらうコーナー。

## 備考
- 2018年12月25日放送の特番『戦後重大事件の新事実2018』の中で1999年7月23日に起きた全日空61便ハイジャック事件について取り上げた際、同日放送分の一部分[3]が放送された。